# Корнюшин, Даниил Александрович
Дании́л Алекса́ндрович Корню́шин (род. 8 октября 2001, Ставрополь) — российский футболист, защитник клуба «Шинник».

## Карьера
Воспитанник академии ФК «Краснодар». В молодёжном первенстве сезона 2018/19 сыграл 15 матчей. 27 августа 2018 в домашнем матче первенства ПФЛ против «Спартака-Нальчик» (0:2) дебютировал в составе «Краснодара-3». 30 июля 2020 года на правах аренды перешёл в астраханский «Волгарь» до мая 2021 года.
15 августа 2021 года провёл первый матч за «Краснодар» в чемпионате России в домашней игре против «Арсенала» (3:2).
30 июня 2022 года стал игроком «Пари НН», подписав контракт на три года. 26 сентября 2023 года заключил контракт с клубом «СКА-Хабаровск» по схеме «1+1».
10 сентября 2024 года подписал контракт с «Уфой». 2 июля 2025 года стал игроком «Шинника», заключив контракт по схеме «1+1».